# Crínip
Crínip (Crinippus, Krínippos, Κρίνιππος) és un personatge esmentat per Xenofont, el nom del qual també podria ser Ànip (Anippus). Fou enviat per Dionisi I el vell de Siracusa a Còrcira en ajuda dels espartans, amb un esquadró de 10 vaixells (373 aC); a causa d'una imprudència va caure en mans d'Ifícrates junt amb 9 dels seus vaixells. Quan anava a ser venut com a esclau, Crínip es va suïcidar.